# Rohr bei Hartberg
Rohr bei Hartberg mit 1404 Einwohnern (Stand 1. Jänner 2024) ist eine Gemeinde im Gerichtsbezirk Fürstenfeld und im politischen Bezirk Hartberg-Fürstenfeld in der Steiermark in Österreich.

## Geografie

### Geografische Lage
Rohr bei Hartberg liegt etwa sieben Kilometer südöstlich der Bezirkshauptstadt Hartberg am Rande des oststeirischen Hügellandes. Die Gemeinde wird vom Lungitzbach durchflossen, im Osten reicht das Gemeindegebiet bis zur Lafnitz und damit zur Grenze zum Burgenland. Der Lungitzbach mündet direkt südlich des Gemeindegebietes in die Lafnitz. Während lediglich der westliche Teil der Gemeinde besiedelt ist, ist der östliche Teil zwischen den beiden Flüssen überwiegend bewaldet (Ghartwald).

### Gemeindegliederung
Das Gemeindegebiet umfasst folgende drei Ortschaften und gleichnamigen Katastralgemeinden (Einwohner Stand 1. Jänner 2024; Fläche Stand 31. Dezember 2023):
- Oberrohr (185 Einw., 461,25 ha)
- Unterrohr (845 Einw., 1.216,49 ha) mit Glauberg, Lungitzleiten und Rohrberg
- Wörth an der Lafnitz (374 Einw.), KG Wörth (1.092,32 ha)

### Eingemeindungen
1959 entstand durch die Zusammenlegung der seit 1848 bzw. 1850 selbständigen Gemeinden Unterrohr und Oberrohr die Gemeinde Rohr bei Hartberg. Seit 1. Jänner 2015 ist sie im Rahmen der steiermärkischen Gemeindestrukturreform mit der Gemeinde Wörth an der Lafnitz zusammengeschlossen, die neue Gemeinde führt den Namen „Rohr bei Hartberg“ weiter.

### Nachbargemeinden
| Sankt Johann in der Haide | Sankt Johann in der Haide                   | Wolfau                |
| Buch-St. Magdalena        | Kompassrose, die auf Nachbargemeinden zeigt | Wolfau                |
| Buch-St. Magdalena        | Neudau                                      | Wörterberg Hackerberg |

## Geschichte
Das heutige Gemeindegebiet gehörte seit 1166 den Herren von Neuberg, als Gottschalk von Neuberg eine Schenkung erhielt, die zudem die südlich gelegenen Nachbargemeinden Wörth und Neudau enthielt. Die Orte werden allerdings erst gegen Ende des 13. Jahrhunderts erstmals namentlich genannt. Die erste urkundliche Erwähnung von Unterrohr als Ror pey Wird in Hartperger pharr erfolgt erst im Jahr 1363 und stammt von einem mit Röhricht bewachsenen Seitenarm der unteren Lungitz. Es muss allerdings schon vor 1265 bestanden haben, da in diesem Jahr Oberrohr bereits als ror superior erwähnt wird, was auf die Existenz eines zweiten Dorfes dieses Namens hinweist.
Im Jahr 1482 fielen Unterrohr und Oberrohr an das Stift Pöllau, dem sie bis zur Aufhebung der Grundherrschaften im Jahr 1848 angehörten. Mitte des 16. Jahrhunderts bestand aus 25 Höfen, Oberrohr aus 34 Höfen.
In den Folgejahren hatte insbesondere Unterrohr unter den Kriegen im Grenzgebiet mit Ungarn zu leiden, da es darüber hinaus nicht befestigt war. Das Dorf wurde 1418 von den Ungarn und 1532 von den Türken verwüstet. In den Jahren 1621 und 1683 wurde das Dorf mehrmals von den Ungarn geplündert, ehe 1704 die Kuruzen das Dorf heimsuchten und anzündeten. Nach dem Wiederaufbau wurde Unterrohr im Jahr 1707 erneut von den Kuruzzen überfallen und komplett zerstört. Erst nach einem dritten Kuruzzeneinfall kam das Dorf zur Ruhe.
Aber nicht nur Unterrohr, sondern auch Oberrohr hatte unter den kriegerischen Auseinandersetzungen ähnlich stark zu leiden, ehe es beim dritten Kuruzzeneinfall eingeäschert wurde.
Bereits 1770 hatte sich die Dörfer erholt und Unterrohr zählte unter Maria Theresia wieder 620 Einwohner.

### Bevölkerungsentwicklung
| Rohr bei Hartberg: Einwohnerzahlen von 1869 bis 2024      | Rohr bei Hartberg: Einwohnerzahlen von 1869 bis 2024 | Rohr bei Hartberg: Einwohnerzahlen von 1869 bis 2024 | Rohr bei Hartberg: Einwohnerzahlen von 1869 bis 2024 | Rohr bei Hartberg: Einwohnerzahlen von 1869 bis 2024 |
| --------------------------------------------------------- | ---------------------------------------------------- | ---------------------------------------------------- | ---------------------------------------------------- | ---------------------------------------------------- |
| Jahr                                                      |                                                      |                                                      |                                                      | Einwohner                                            |
| 1869                                                      | 1869                                                 |                                                      | 1.678                                                | 1.678                                                |
| 1880                                                      | 1880                                                 |                                                      | 1.738                                                | 1.738                                                |
| 1890                                                      | 1890                                                 |                                                      | 1.739                                                | 1.739                                                |
| 1900                                                      | 1900                                                 |                                                      | 1.726                                                | 1.726                                                |
| 1910                                                      | 1910                                                 |                                                      | 1.700                                                | 1.700                                                |
| 1923                                                      | 1923                                                 |                                                      | 1.612                                                | 1.612                                                |
| 1934                                                      | 1934                                                 |                                                      | 1.585                                                | 1.585                                                |
| 1939                                                      | 1939                                                 |                                                      | 1.476                                                | 1.476                                                |
| 1951                                                      | 1951                                                 |                                                      | 1.463                                                | 1.463                                                |
| 1961                                                      | 1961                                                 |                                                      | 1.466                                                | 1.466                                                |
| 1971                                                      | 1971                                                 |                                                      | 1.495                                                | 1.495                                                |
| 1981                                                      | 1981                                                 |                                                      | 1.478                                                | 1.478                                                |
| 1991                                                      | 1991                                                 |                                                      | 1.564                                                | 1.564                                                |
| 2001                                                      | 2001                                                 |                                                      | 1.487                                                | 1.487                                                |
| 2011                                                      | 2011                                                 |                                                      | 1.453                                                | 1.453                                                |
| 2021                                                      | 2021                                                 |                                                      | 1.404                                                | 1.404                                                |
| 2024                                                      | 2024                                                 |                                                      | 1.404                                                | 1.404                                                |
| Quelle(n): Statistik Austria, Gebietsstand 1. Jänner 2021 |                                                      |                                                      |                                                      |                                                      |

## Kultur und Sehenswürdigkeiten

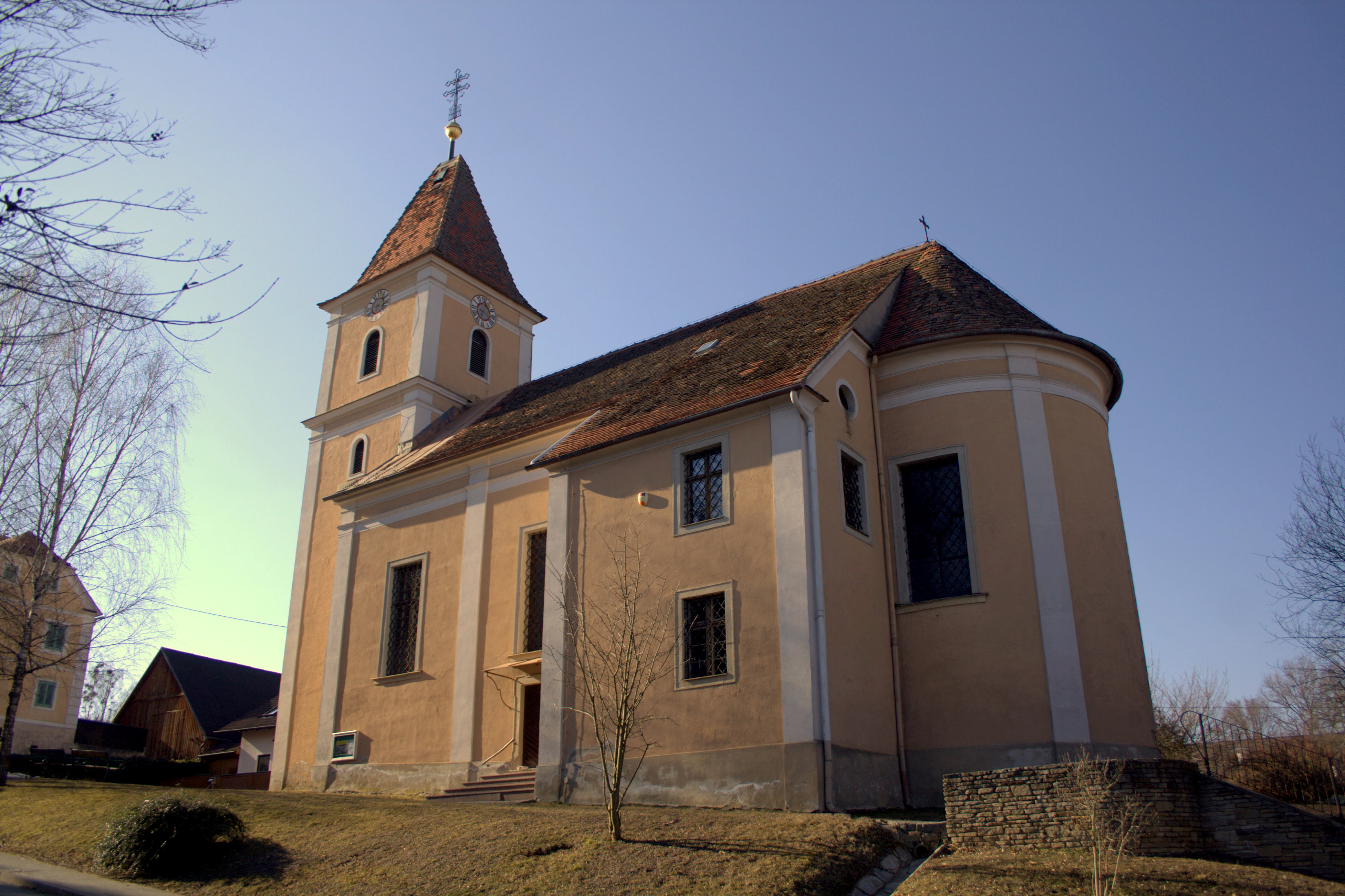
Kirche Unterrohr

- Die Pfarrkirche hl. Florian in Unterrohr wurde 1732 von Remigius Horner erbaut. Erste Erwähnungen von Kirchen in Unterrohr gibt es aber schon aus den Jahren 1617 und 1657. Die heutige Pfarrkirche ist also der Neubau einer älteren Kirche. Einige Einrichtungsgegenstände ihrer Vorgängerin ist in den Neubau übernommen worden. Das Hochaltarbild wurde von Josef Wonsiedler im Jahr 1852 geschaffen, das Seitenaltarbild des heiligen Josef und das Marienbild von Adam Semil bereits 1746. Die Glocke stammt ebenso wie der Opferstock aus dem 17. Jahrhundert. Im Jahr 2004 wurde die Kirche renoviert. Der Kirchturm der Pfarrkirche geht auf einen alten Grenzwachturm zurück, da noch Andeutungen von Verteidigungseinrichtungen vorhanden sind. Der Pfarrhof wurde von 1781 bis 1786 errichtet und im Jahr 1987 generalsaniert.
- Pfarrkirche hl. Georg in Wörth an der Lafnitz

## Wirtschaft und Infrastruktur

### Verkehr
Rohr bei Hartberg liegt an der Landesstraße von Hartberg nach Neudau und ist bezüglich des Individualverkehrs gut angeschlossen. Die Süd Autobahn A 2 von Wien nach Graz verläuft nördlich des Gemeindegebietes und kann über die Anschlussstellen Hartberg (115) in etwa sechs Kilometern und Lafnitztal (111) in etwa acht Kilometern erreicht werden. Die Burgenland Straße B 50 von Hartberg nach Oberwart ist etwa sieben Kilometer entfernt, die Güssinger Straße B 57 von Oberwart nach Stegersbach etwa zehn Kilometer.
Rohr bei Hartberg hat keinen eigenen Bahnhof. Der nächstgelegene Bahnhof ist etwa vier Kilometer entfernt und befindet sich in Sankt Johann in der Haide. Er biete Zugang zur Thermenbahn mit zweistündlichen Regionalzug-Verbindungen nach Wien und Graz.
Der Flughafen Graz ist etwa 75 km entfernt.

### Bildung
In Unterrohr befinden sich ein Kindergarten und eine Volksschule. Weiterführende Schulen sind in Hartberg.

## Politik

### Bürgermeister
Bürgermeister ist Wolfgang Breitenbrunner (* 9. Dezember 1982, ÖVP). Er wurde am 23. April 2025 zum Bürgermeister der Gemeinde Rohr bei Hartberg gewählt. Seine Vorgängerin war Heike Höfler (* 24. September 1969, ÖVP). Sie übernahm am 29. Oktober 2023 das Amt, nachdem der vorherige Bürgermeister Jürgen Peindl das Amt nach 14 Jahren als Bürgermeister aus privaten Gründen niedergelegt hatte.
Ihr Vorgänger war der Amtssachverständige Jürgen Peindl (* 5. Juni 1977, ÖVP). Peindl wurde am 16. April 2010 zum Bürgermeister der Gemeinde Rohr bei Hartberg gewählt und behielt diese Funktion bis 31. Dezember 2014. Wegen der Eingemeindung von Wörth an der Lafnitz leitete er am 1. Jänner 2015 die fusionierte Gemeinde als Regierungskommissär. In der konstituierenden Sitzung des neuen Gemeinderats im April 2015 wurde Peindl als Bürgermeister wiedergewählt.

### Gemeinderat
Der Gemeinderat besteht aus 15 Mitgliedern. Nach dem Ergebnis der Gemeinderatswahl 2025 lautet die Mandatsverteilung wie folgt:
- 7 ÖVP
- 6 SPÖ
- 2 FPÖ

| Partei                          | 2025             | 2025             | 2025             | 2020             | 2020             | 2020             | 2015                 | 2015                 | 2015                 | 2010             | 2010             | 2010             | 2010             | 2010             | 2010             | 2005             | 2005             | 2005             | 2000             | 2000             | 2000             | 1995             | 1995             | 1995             | 1990             | 1990             | 1990             |
| Partei                          |                  |                  |                  |                  |                  |                  | fusionierte Gemeinde | fusionierte Gemeinde | fusionierte Gemeinde | Rohr             | Rohr             | Rohr             | Wörth            | Wörth            | Wörth            | Rohr             | Rohr             | Rohr             | Rohr             | Rohr             | Rohr             | Rohr             | Rohr             | Rohr             | Rohr             | Rohr             | Rohr             |
| Partei                          | Stimmen          | %                | M.               | St.              | %                | M.               | St.                  | %                    | M.                   | St.              | %                | M.               | St.              | %                | M.               | St.              | %                | M.               | St.              | %                | M.               | St.              | %                | M.               | St.              | %                | M.               |
| ------------------------------- | ---------------- | ---------------- | ---------------- | ---------------- | ---------------- | ---------------- | -------------------- | -------------------- | -------------------- | ---------------- | ---------------- | ---------------- | ---------------- | ---------------- | ---------------- | ---------------- | ---------------- | ---------------- | ---------------- | ---------------- | ---------------- | ---------------- | ---------------- | ---------------- | ---------------- | ---------------- | ---------------- |
| ÖVP                             | 377              | 43,63            | 7                | 521              | 63,08            | 10               | 625                  | 59                   | 9                    | 539              | 65               | 10               | 192              | 67               | 6                | 453              | 61               | 9                | 419              | 60               | 9                | 417              | 57               | 9                | 398              | 54               | 9                |
| SPÖ                             | 369              | 42,71            | 6                | 252              | 30,51            | 4                | 250                  | 24                   | 4                    | 280              | 34               | 5                | 093              | 33               | 3                | 285              | 39               | 6                | 221              | 32               | 5                | 232              | 31               | 5                | 198              | 27               | 4                |
| FPÖ                             | 118              | 13,66            | 2                | 53               | 6,43             | 1                | 105                  | 10                   | 1                    | nicht kandidiert | nicht kandidiert | nicht kandidiert | nicht kandidiert | nicht kandidiert | nicht kandidiert | nicht kandidiert | nicht kandidiert | nicht kandidiert | nicht kandidiert | nicht kandidiert | nicht kandidiert | 89               | 12               | 1                | 83               | 11               | 1                |
| Überparteiliche Bürgerplattform | nicht kandidiert | nicht kandidiert | nicht kandidiert | 079              | 07               | 1                | nicht kandidiert     | nicht kandidiert     | nicht kandidiert     | nicht kandidiert | nicht kandidiert | nicht kandidiert | nicht kandidiert | nicht kandidiert | nicht kandidiert | nicht kandidiert | nicht kandidiert | nicht kandidiert | nicht kandidiert | nicht kandidiert | nicht kandidiert | nicht kandidiert | nicht kandidiert | nicht kandidiert | nicht kandidiert | nicht kandidiert | nicht kandidiert |
| Die Grünen                      | nicht kandidiert | nicht kandidiert | nicht kandidiert | nicht kandidiert | nicht kandidiert | nicht kandidiert | nicht kandidiert     | nicht kandidiert     | nicht kandidiert     | nicht kandidiert | nicht kandidiert | nicht kandidiert | nicht kandidiert | nicht kandidiert | nicht kandidiert | nicht kandidiert | nicht kandidiert | nicht kandidiert | nicht kandidiert | nicht kandidiert | nicht kandidiert | nicht kandidiert | nicht kandidiert | nicht kandidiert | 058              | 08               | 1                |
| Wahlberechtigte                 | 1.201            | 1.201            | 1.201            | 1.247            | 1.247            | 1.247            | 1.267                | 1.267                | 1.267                | 924              | 924              | 924              | 321              | 321              | 321              | 857              | 857              | 857              | 822              | 822              | 822              |                  |                  |                  |                  |                  |                  |
| Wahlbeteiligung                 | 72,44 %          | 72,44 %          | 72,44 %          | 67,84 %          | 67,84 %          | 67,84 %          | 84 %                 | 84 %                 | 84 %                 | 89 %             | 89 %             | 89 %             | 89 %             | 89 %             | 89 %             | 87 %             | 87 %             | 87 %             | 87 %             | 87 %             | 87 %             | 90 %             | 90 %             | 90 %             | 94 %             | 94 %             | 94 %             |

### Bürgermeister
- 2010–2023 Jürgen Peindl (ÖVP)
- 2023–2025 Heike Höfler (ÖVP)
- seit 2025 Wolfgang Breitenbrunner (ÖVP)

### Wappen

Wappen der Vorgängergemeinden
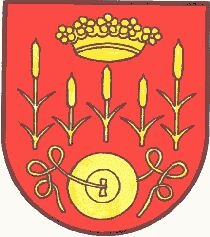
Rohr bei Hartberg
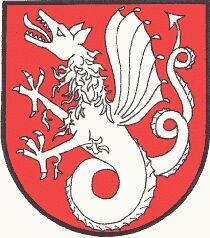
Wörth an der Lafnitz

Die steiermärkische Landesregierung hat der Gemeinde Rohr bei Hartberg am 13. Februar 1995 das Recht verliehen, ein eigenes Wappen zu führen. Die Blasonierung lautete:
„In Rot golden über einem Mühlstein mit durchgezogenem Seil fünf beblätterte Rohrkolben, überhöht von einer Rosenkrone.“
Wegen der Gemeindezusammenlegung verlor das Wappen mit 1. Jänner 2015 seine offizielle Gültigkeit. Die Wiederverleihung erfolgte mit Wirkung vom 15. Juni 2016.

Die neue Blasonierung lautet:
„In rotem Schild zwischen zwei goldenen, je vierfach beblätterten Rohrpflanzen unten ein goldener Mühlstein mit durchzogenem verschlungenen Seil, überhöht von einem silbernen Wolfsdrachen.“